# Anders Eriksson (Eishockeyspieler)
Anders Eriksson (* 9. Januar 1975 in Bollnäs) ist ein ehemaliger schwedischer Eishockeyspieler und -trainer, der im Verlauf seiner aktiven Karriere zwischen 1992 und 2011 unter anderem 608 Spiele für die Detroit Red Wings, Chicago Blackhawks, Florida Panthers, Toronto Maple Leafs, Columbus Blue Jackets, Calgary Flames, Phoenix Coyotes und New York Rangers in der National Hockey League (NHL) auf der Position des Verteidigers bestritten hat. Darüber hinaus absolvierte Eriksson, der im Jahr 1998 mit Detroit den Stanley Cup gewann, über 170 weitere Partien in der schwedischen Elitserien. Sein älterer Bruder Jörgen war ebenfalls professioneller Eishockeyspieler.

## Karriere
Anders Eriksson startete seine Karriere in seiner schwedischen Heimat beim Bollnäs IS und wechselte im Sommer 1991 zu MoDo Hockey Örnsköldsvik, für den er von 1992 bis 1995 in der Elitserien spielte. Im Sommer 1992 wurde der Verteidiger im CHL Import Draft als insgesamt 17. Spieler von den Newmarket Royals gezogen, blieb aber noch in Schweden. Im NHL Entry Draft 1993 wurde das Talent als insgesamt 22. Spieler von den Detroit Red Wings aus der National Hockey League (NHL) ausgewählt. Nachdem Eriksson im Jahr 1995 zum besten schwedischen Nachwuchsspieler gewählt worden war, wurde er im Sommer in den Kader von Detroits damaligem Farmteam Adirondack Red Wings aus der American Hockey League berufen, für die er in seiner ersten Saison 44 Spiele bestritt. Ebenfalls während der Saison 1995/96 gab der Schwede sein Debüt für die Detroit Red Wings in der NHL, mit denen er im Verlauf der Stanley-Cup-Playoffs 1998 die gleichnamige Trophäe gewann. In den Playoffs kam Eriksson dabei in 18 Spielen zum Einsatz.
Im März 1999 wurde Eriksson zusammen mit zwei Erstrunden-Wahlrechten im Tausch für Chris Chelios an die Chicago Blackhawks abgegeben. Während der Saison 2000/01 stand Eriksson in 60 Spielen für die Florida Panthers auf dem Eis, zu denen er im November 2000 im Tausch für den Tschechen Jaroslav Špaček transferiert worden war. Im Sommer 2001 erhielt der Verteidiger als Free Agent einen Vertrag bei den Toronto Maple Leafs und ihrem AHL-Kooperationspartner, den St. John’s Maple Leafs. Kam er in seiner ersten Spielzeit für Toronto immerhin noch auf 34 Einsätze in der NHL und für St. John auf 25 in der AHL, so spielte er in der Saison 2002/03 nur noch viermal für Toronto. Für die Saison 2003/04 erhielt Eriksson einen Vertrag bei den Columbus Blue Jackets, für die er 66-mal auflief. Zudem spielte er in neun Spielen für deren AHL-Farmteam Syracuse Crunch.
Vor dem NHL-Lockout in der NHL-Saison 2004/05 unterschrieb Eriksson einen Vertrag bei den Calgary Flames, durch diesen jedoch kehrte Eriksson in seine schwedische Heimat zurück und lief in 32 Spielen für HV71 auf. Zuvor war er auch für die geplante, aber letztlich nicht gestartete „Original Stars Hockey League“ im Gespräch gewesen. In der Saison 2005/06 verteidigte Eriksson sowohl für die Springfield Falcons aus der AHL, als auch für den HK Metallurg Magnitogorsk aus der russischen Superliga, mit dem er die 79. Auflage des traditionsreichen Spengler Cups gewann. Am 2. Juli 2006 unterschrieb Eriksson einen Einjahresvertrag bei seinem Ex-Klub Columbus Blue Jackets.
Im Sommer 2007 erhielt Eriksson nach dem gescheiterten Transfer im Jahre 2004 abermals einen Vertrag bei den Calgary Flames. Im Sommer 2008 gaben die Flames ihn an ihr Farmteam Quad City Flames aus der AHL ab, obwohl er in der Saison 2007/08 in 61 Spielen für Calgary zum Einsatz gekommen war. Im Dezember 2009 wurde er von den Phoenix Coyotes unter Vertrag genommen, die ihn im März 2010 im Tausch für Miika Wiikman und ein Siebtrunden-Wahlrecht im NHL Entry Draft 2011 an die New York Rangers abgaben. Nachdem er im Oktober 2010 am Trainingslager der New York Islanders teilgenommen hatte, war der Schwede zunächst ohne Engagement. Einen Monat später unterzeichnete er einen Vertrag beim Timrå IK, für die er sechs Spiele absolvierte. Am 19. Dezember 2010 wurde Eriksson von seinem Ausbildungsverein MODO Hockey verpflichtet, wo der 36-Jährige seine aktive Karriere nach der Spielzeit 2010/11 beendete.
Nach seiner aktiven Karriere war Eriksson 2020/21 als Cheftrainer für die Mannschaft der University of Miami in der Division III der National Collegiate Athletic Association aktiv.

### International
Für Schweden nahm Eriksson an der U18-Junioren-Europameisterschaft 1993, die er mit seinem Team gewinnen konnte, sowie den U20-Junioren-Weltmeisterschaften der Jahre 1994 und 1995, bei denen es zu Silber und Bronze reichte, teil. Mit der schwedischen A-Nationalmannschaft absolvierte der Verteidiger die Weltmeisterschaft 1999, bei der er ebenfalls die Bronzemedaille errang. Seine letzten Einsätze im Nationalteam bestritt er im Rahmen der Euro Hockey Tour 2004/05.

## Erfolge und Auszeichnungen
| - 1990 Bester Verteidiger bei TV-pucken - 1992 Schwedischer U18-Juniorenmeister mit MoDo Hockey Örnsköldsvik - 1992 Schwedischer U20-Juniorenmeister mit MoDo Hockey Örnsköldsvik - 1993 Schwedischer U18-Juniorenmeister mit MoDo Hockey Örnsköldsvik - 1993 Schwedischer U20-Juniorenmeister mit MoDo Hockey Örnsköldsvik | - 1994 Schwedischer Vizemeister mit MoDo Hockey Örnsköldsvik - 1995 Årets junior (Bester schwedischer Nachwuchsspieler) - 1998 Stanley-Cup-Sieger mit den Detroit Red Wings - 2005 Spengler-Cup-Gewinn mit dem HK Metallurg Magnitogorsk |

### International
| - 1993 Goldmedaille bei der U18-Junioren-Europameisterschaft - 1994 Silbermedaille bei der Junioren-Weltmeisterschaft - 1995 All-Star-Team der Junioren-Weltmeisterschaft | - 1995 Bronzemedaille bei der Junioren-Weltmeisterschaft - 1999 Bronzemedaille bei der Weltmeisterschaft |

## Karrierestatistik

### International
Vertrat Schweden bei:
- U18-Junioren-Europameisterschaft 1993
- Junioren-Weltmeisterschaft 1994
- Junioren-Weltmeisterschaft 1995
- Weltmeisterschaft 1999

(Legende zur Spielerstatistik: Sp oder GP = absolvierte Spiele; T oder G = erzielte Tore; V oder A = erzielte Assists; Pkt oder Pts = erzielte Scorerpunkte; SM oder PIM = erhaltene Strafminuten; +/− = Plus/Minus-Bilanz; PP = erzielte Überzahltore; SH = erzielte Unterzahltore; GW = erzielte Siegtore; 1 Play-downs/Relegation; Kursiv: Statistik nicht vollständig)